# Santogräsfågel
Santogräsfågel (Cincloramphus whitneyi) är en fågel i familjen gräsfåglar inom ordningen tättingar. Den förekommer endast i bergstrakter på en enda ö i Vanuatu. Trots det begränsade utbredningsområdet anses beståndet vara livskraftigt.

## Utseende och läte
Santogräsfågeln är en relativt kraftig och långstjärtad sångare. Ovansidan är mörkbrun. Bröstet och ansiktet är ljusare orange- till rostrött, med ett mörkt ögonstreck. Vanligaste lätet består av explosiva och hårda grälande toner.

## Utbredning och systematik
Fågeln förekommer endast i bergstrakter på Espiritu Santo i Vanuatu. Tidigare inkluderades även guadalcanalgräsfågeln (C. turipavae) i arten. Denna urskiljs dock allt oftare som egen art.

### Släktestillhörighet
Arten placeras traditionellt i släktet Megalurulus. DNA-studier från 2018 visar dock att arterna i Megalurulus inte är varandras närmaste släktingar utan bildar en klad tillsammans med de tidigare lärksångarna i Cincloramphus, fijigräsfågeln, timorgräsfågeln (Buettikoferella) samt rostgräsfågeln och papuagräsfågeln från Megalurus. Författarna till studien rekommenderar att alla dessa placeras i Cincloramphus som har prioritet, och denna hållning följs här.

## Levnadssätt
Santogräsfågeln hittas i undervegetation i fuktiga bergsskogar på mellan 750 och 1500 meters höjd. Den påträffas också sällsynt ner till havsnivån. Liksom andra medlemmar av familjen har den en tendens att krypa runt i vegetationen som en mus.

## Status
Arten har ett begränsat utbredningsområde, men beståndet anses vara stabilt. ÌUCN kategoriserar den som livskraftig.

## Namn
Fågelns vetenskapliga artnamn hedrar Harry Payne Whitney (1872-1930), en amerikansk filantrop som sponsrade en rad expeditioner till Stilla havet 1921-1922 för American Natural History Museum.